# バーンブン郡
座標: 北緯13度18分41秒 東経101度6分44秒 / 北緯13.31139度 東経101.11222度
バーンブン郡（バーンブンぐん）はタイ中部・チョンブリー県にある郡（アムプー）である。

## 名称
バーンブンとは「沼の村」と言う意味である。これは昔、郡庁から東南の方向に大きな沼が会ったことに由来する。

## 歴史
郡は1921年、分郡（キンアムプー）として設置された。1938年郡に昇格した。

## 地理
郡は平地に位置し、南に山岳地帯が広がる。
交通は国道344号線が北西から南東に向かって延びており、北東にチョンブリー方面、東南にクレーン方面と通じる。331号線が南北に延びており北にプレーンヤーオ方面、南にサッタヒープ方面と通じる。南方向に国道318号線号線が延びておりラヨーン方面に通じる。国道349号線が北に延びておりチャチューンサオ方面に通じる。また、国道3401号線が東に延びておりボートーン方面と通じている。

## 経済
郡の主な産業は農業である。主要な作物は米の他、サトウキビ、タピオカ、などが生産されている。

## 行政区分
郡は8のタムボンに分かれ、さらにその下位に52の村（ムーバーン）がある。自治体（テーサバーン）があり以下のようになっている。
- テーサバーンムアン・バーンブン・・・タムボン・バーンブンの一部
- テーサバーンタムボン・ノーンパイケーオ・・・タムボン・ノーンパイケーオの一部
- テーサバーンタムボン・クローンキウ・・・タムボン・クローンキウの一部

また、郡内には8のタムボン行政体（オンカーンボーリハーンスワンタムボン）がある。
| 1. タムボン・バーンブン・・・ตำบลบ้านบึง 2. タムボン・クローンキウ・・・ตำบลคลองกิ่ว 3. タムボン・マープパイ・・・ตำบลมาบไผ่ 4. タムボン・サムサーク・・・ตำบลหนองซ้ำซาก 5. タムボン・ノーンボーンデーン・・・ตำบลหนองบอนแดง 6. タムボン・ノーンチャーク・・・ตำบลหนองชาก 7. タムボン・ノーンイルン・・・ตำบลหนองอิรุณ 8. タムボン・ノーンパイケーオ・・・ตำบลหนองไผ่แก้ว |